# 十五度

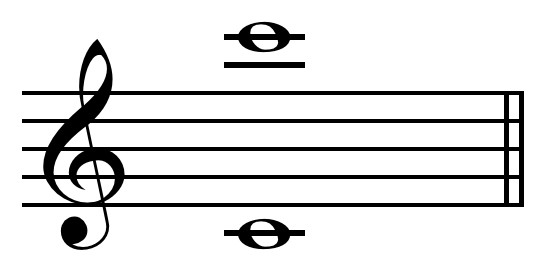
在C的完全十五度。

在音樂中，一個十五度或雙八度(簡稱15ma)是一個音符與另一個波長四分之一或頻率四倍的音符之間的音程。第四個泛音就是兩個八度。它之所以被稱為十五度是因為在音階中，一個音符和十五度之上的音符中間有十五個音符(就是：A->B->C->D->E->F->G->A->B->C->D->E->F->G->A)。兩個八度不是十六度，而是十五度。兩個八度比十五度常用。
例如，一個音符的頻率是400Hz，那從那音符開始計算的十五度之上就是1600Hz(15ma )，而且十五度之下就是100Hz(15mb )。那十五度的比例就是4:1。

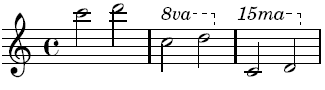
那三組音完全相等。

由於十五度是由八度組成的，所以人的耳朵有把兩個音聽為同一個音的傾向。和八度相同，在西方的音樂記譜法中，兩個十五度相隔的音的名字相同—A的十五度之上也是A。但是由於兩音的頻率相差太大，所以十五度被聽為同一個音的機會率比八度被聽為同一個音的機會率少。平行十五度的出現次數也比平行八度的出現次數少。
八度的記號是8va，而十五度的記號是15ma(義大利語：quindicesima)。它的意思是「把寫的音符高十五度彈」。它也能表示低十五度，但這通常用15mb表示。
有時16va和16vb會被錯誤地使用。